# Honda 2RC143
En 1961, la Honda 2RC143, évolution de la RC143, dont elle utilisait le moteur logé dans un cadre revu, gagna le premier Grand Prix (Espagne) et le premier titre mondial pilote et constructeur de Honda dans la catégorie 125 cm3 aux mains du pilote australien Tom Phillis.